# Audea albifasciata
Audea albifasciata là một loài bướm đêm trong họ Erebidae.